# Turn Up the Sunshine
Turn Up the Sunshine ist ein Song von Diana Ross und Tame Impala für den Film Minions – Auf der Suche nach dem Mini-Boss und wurde am 19. Mai 2022 veröffentlicht.

## Entstehung

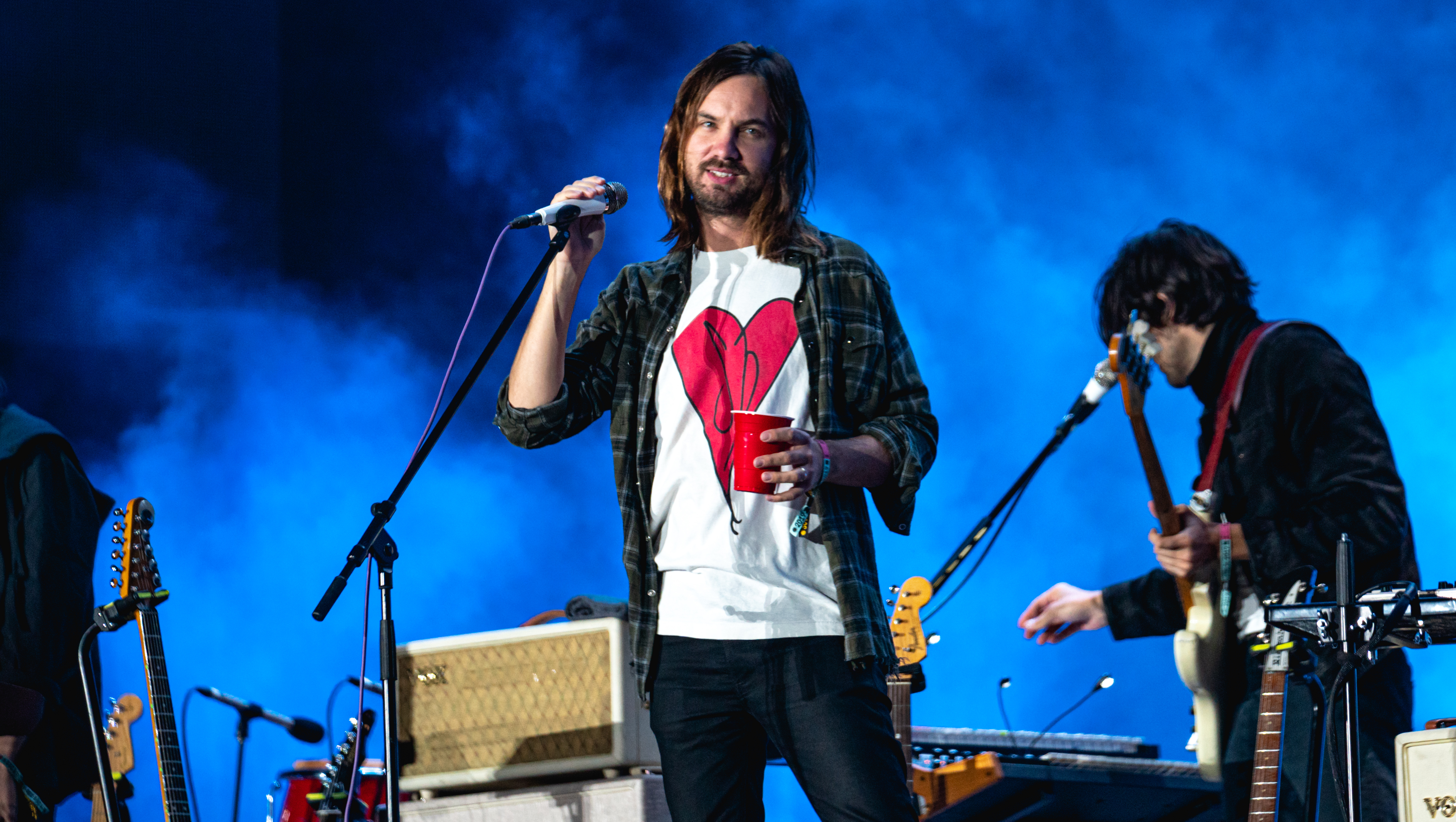
Kevin Parker von der Psych-Rock-Band Tame Impala

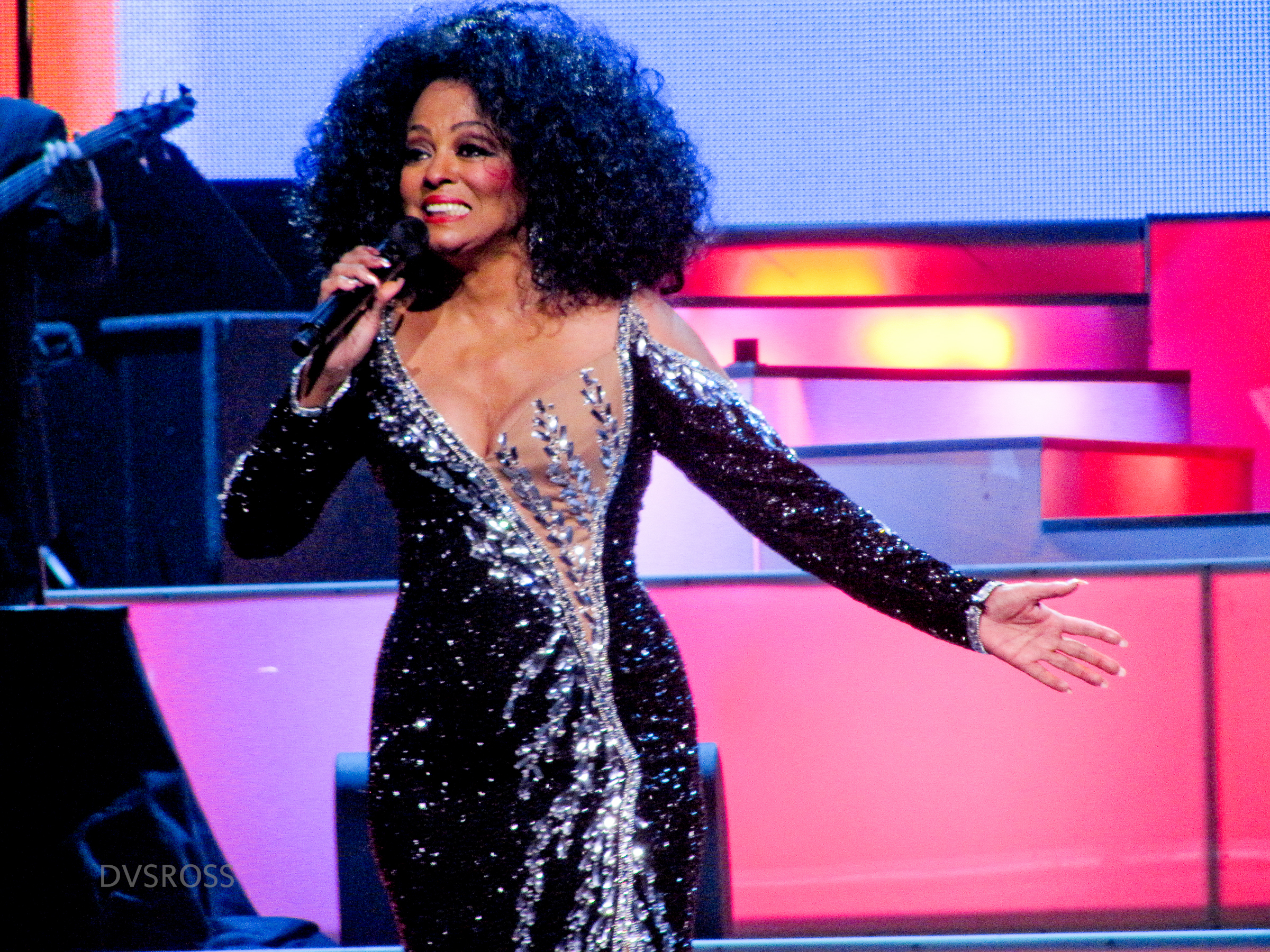
Die Soul-Legende Diana Ross

Turn Up the Sunshine wurde von Jack Antonoff, Patrik Berger, Sam Dew und Kevin Parker für den Film Minions – Auf der Suche nach dem Mini-Boss geschrieben. Letzterer hat diesen gemeinsam mit der Soul-Legende Diana Ross eingesungen. Parker ist Sänger der Psych-Rock-Band Tame Impala.
Turn Up the Sunshine ist eine Mischung aus Funk und Pop mit Einflüssen der Musik der 1970er Jahre und verwendet vordergründig E-Gitarre und Synthesizer. Es handelt sich um einen Sommersong, und der Text des Liedes ist stark von Optimismus  geprägt: „If there’s no sun in view / We can bring the light together / Day or night / Smiling from inside.“

## Veröffentlichung
Der Song wurde am 19. Mai 2022 von Decca Records veröffentlicht. Turn Up the Sunshine ist auch auf dem Soundtrack-Album für The Minions: The Rise of Gru enthalten, das am 1. Juli 2022 zum Kinostart des Films veröffentlicht wird.